# El Boalo
El Boalo er en by og kommune i det centrale Spanien i Madrid-regionen. Den har et indbyggertal på 8.547 (2024) indbyggere.